# Michel Ledent
Michel Ledent (Etterbeek, 16 mei 1963) is een Belgisch stripauteur, bekend onder zijn pseudoniem Midam. Hij is de auteur van de strips Kid Paddle en Game over.
Na afgebroken studies binnenhuisarchitectuur en fotografie (aan het INRACI, Institut de radioéléctricité et de cinématographie), volgde hij de opleiding illustratie aan Sint-Lukas in Brussel. Na zijn dienstplicht en enkele jaren stempelen, kon hij aan de slag als illustrator bij enkele bladen, Intermediair (een blad voor kaderleden) en Micro Systèmes (een computerblad). Zijn debuut als striptekenaar kwam er in 1993 met De Gowap op scenario van Mythic, die werd gepubliceerd in Kuifje. Maar na een onenigheid met de scenarist droeg Midam de reeks over aan tekenaar Curd Ridel. Van Patrick Pinchart, hoofdredacteur van Robbedoes, krijgt hij de kans een redactiepagina over videogames te maken voor dit stripmagazine. Hieruit ontstaat het personage van de gamende jongen, Kid Paddle.
Midam bracht in deze strip de running gag en kiest de kant van het kind. Hij heeft in tegenstelling tot zijn tijdgenoten Tome (De kleine Robbe) en Zep (Titeuf) nauwelijks aandacht voor seks.
De strip kent succes en in 2003 wordt in Frankrijk Kid Paddle Magazine gelanceerd en in 2004 volgt een spin-off, Game over, een running gag rond het personage van de barbaar, hoofdpersoon in de favoriete videogame van Kid Paddle. Hiervoor werkte Midam samen met Adam (Eric Adam) en verschillende scenaristen.
Midam was ook actief als scenarist. Voor Frédéric Seron schreef hij in 2004 De wonderen van het leven en voor Eric Adam schreef hij het scenario voor de strip Harding was here over een tijdreiziger die de grote figuren uit de kunstgeschiedenis ontmoet. 
- Bibsys: 1075216
- Bibliothèque nationale de France: cb13077002d (data)
- Gemeinsame Normdatei: 122837746
- International Standard Name Identifier: 0000 0001 1053 1137
- Library of Congress Control Number: no2012109716
- Nationale Bibliotheek van Tsjechië: ola2013769140
- Nationale Bibliotheek van Israël: 987007303039105171
- Nederlandse Thesaurus van Auteursnamen: 146273583
- Système universitaire de documentation: 057365458
- Virtual International Authority File: 34594004
- WorldCat: E39PBJdGQ7hDQfJTK6pG3dY9Dq